# Убить Билла. Фильм 2
«Уби́ть Би́лла. Фильм 2» (англ. Kill Bill: Volume 2) — американский боевик о боевых искусствах, вторая часть одноимённой кинодилогии режиссёра и сценариста Квентина Тарантино с Умой Турман и Дэвидом Кэррадайном в главных ролях. Сам режиссёр считает «Убить Билла. Фильм 2» своим лучшим фильмом.

## Структура фильма
- Предисловие
- Глава 6. Резня в часовне «Две сосны»
- Глава 7. Заброшенная могила Полы Шульц
- Глава 8. Жестокий урок Пэй Мэя
- Глава 9. Элли и Я
- Глава последняя. Лицом к лицу

## Сюжет

### Предисловие
В начале фильма полностью повторяется сцена, где окровавленная полуживая невеста в подвенечном платье лежит на полу в церкви, и Билл говорит ей, что совершает свой самый мазохистский поступок. Перед выстрелом она успевает сказать: «Билл, это твой ребёнок!».

### Глава 6. Резня в часовне «Две сосны»
Действие происходит за 4,5 года до основных событий (резня в часовне) и после всех событий фильма (Беатрикс, едущая в машине).
Глава начинается с эпизода, в котором Беатрикс, едущая в машине с открытым верхом, рассказывает зрителю, что она убила множество людей на пути к её главному врагу - Биллу.
В часовне «Две сосны», находящейся на окраине города Эль-Пасо (Техас), происходит репетиция свадьбы Беатрикс, в которой участвуют сама героиня, её жених Томми, распорядитель, мать распорядителя, которая помогает ему в организационных вопросах, чернокожий музыкант-органист и несколько друзей Беатрикс. Распорядитель говорит о том, что поскольку со стороны невесты нет приглашённых, а со стороны жениха их очень много, он не возражает, если часть приглашённых со стороны жениха сядет на стороне невесты. Мать распорядителя спрашивает, неужели у невесты нет семьи, и Беатрикс говорит, что пока нет, а её друзья заявляют, что они её семья.
Беатрикс, которая находится на большом сроке беременности, и которую к тому же раздражает мать распорядителя свадьбы, идёт на улицу, чтобы передохнуть. Внезапно она слышит звуки флейты и понимает, что это играет Билл. Выйдя из часовни, она видит сидящего на лавочке Билла (здесь впервые можно увидеть его лицо) и между ними происходит разговор. Беатрикс даёт понять бывшему любовнику, что намерена начать новую жизнь, в которой её будут звать Арлин Макиавелли и она будет женой хозяина небольшого магазина грампластинок, где она теперь и работает, и в которой нет места её прошлому. Билл говорит, что попытается себя вести прилично и входит в часовню; Невеста представляет Билла Томми как своего отца. Напоследок Билл говорит Беатрикс, что она сама вольна выбирать свою судьбу и ничего ему не должна, а также, что он придёт на свадьбу и сядет на стороне невесты. Беатрикс дважды нежно целует его и идёт к алтарю продолжать репетицию. Билл остаётся посмотреть на церемонию и садится сзади всех на стороне невесты. Спустя небольшое время у входа появляются четверо убийц отряда «Смертоносные гадюки», одетые во всё чёрное и с автоматическим огнестрельным оружием в руках. Они входят в церковь и хладнокровно расстреливают всех находящихся там, а саму Беатрикс жестоко избивают.

### Глава 7. Заброшенная могила Полы Шульц
Действие происходит в настоящее время, после событий главы «Вторая жертва».
Билл приезжает к Бадду, который одиноко живёт в трейлере в пустыне Калифорнии и работает в баре вышибалой, и рассказывает ему о том, как Беатрикс расправилась с О-Рен Ишии и её помощниками. Билл уговаривает Бадда воспользоваться его помощью, но тот отказывается, говоря, что Беатрикс заслуживает своего права на месть, а все они заслуживают смерти (и Беатрикс тоже). Бадд также отказывается от упражнений с мечом Ханзо, заявив, что он его заложил, невзирая на его бесценность.
Бадд отправляется на работу, где самодур-начальник издевается над ним из-за того, что он опоздал на 20 минут (хотя в баре ещё нет ни одного посетителя). Бадду приходится унижаться перед начальством и прочищать засорённый унитаз в туалете бара.
Когда Бадд возвращается домой, Беатрикс уже ожидает его, лёжа под трейлером. Инстинктивно чувствуя приближение опасности, Бадд заходит в трейлер и готовится к встрече с гостьей. Когда Беатрикс врывается внутрь, он встречает её выстрелом из охотничьего ружья, заряженного солью; выстрел сбивает Беатрикс с ног. Пока она, раненная в грудь, лежит на земле, будучи не в силах двинуться из-за болевого шока, Бадд подходит к ней и обезоруживает, забирая меч и висящий на поясе нож. Перевернув Беатрикс, Бадд делает ей укол снотворного, отчего та засыпает; затем Бадд звонит Элли Драйвер, рассказывает ей, что нейтрализовал Беатрикс, и предлагает продать отнятый у Беатрикс меч работы Хаттори Ханзо за 1 000 000 долларов. Элли соглашается с условием, что Беатрикс будет страдать до последнего; Бадд берётся выполнить это условие. Просыпается Беатрикс уже связанной; проснувшись, она видит, что находится на заброшенном кладбище, где нанятый Баддом работник роет яму перед могильным памятником с именем Полы Шульц. Бадд кладёт связанную Беатрикс в гроб, при этом она пытается сопротивляться, но он предлагает ей выбор — не сопротивляться и быть похороненной заживо с электрическим фонариком или быть похороненной заживо и одновременно ослепшей после того, как он «выжжет ей глаза газом из баллончика». Она кивком указывает на фонарик; Бадд и наёмник заколачивают гроб с находящейся внутри Беатрикс и закапывают его.

### Глава 8. Жестокий урок Пэй Мэя
Действие происходит до вступления Беатрикс в отряд смертоносных гадюк (обучение у Пэй Мэя) и в настоящее время, после событий главы «Заброшенная могила Полы Шульц» (сцена в гробу).
Беатрикс и Билл, остановившиеся на ночлег по пути к месту обитания Пэй Мэя, сидят у костра. Билл играет на флейте и рассказывает Беатрикс о Пэй Мэе и его «пятипалом ударе» (удар, разрывающий сердце и наступающей смертью после того, как жертва сделает пять шагов).
На следующий день они приезжают к месту назначения. Билл, поднявшись на гору, где живёт старец, через некоторое время спускается вниз в крови и в синяках, и объявляет, что Пэй Мэй берёт Беатрикс в ученики. Собираясь уезжать, Билл советует ей никогда и ни при каких обстоятельствах не злить Пэй Мэя, иначе он «запросто сломает ей хребет».
С первого взгляда Пэй Мэй выказывает своё пренебрежение по отношению к ученице; затем приказывает ей показать всё, на что она способна, и с лёгкостью побеждает её в бою на мечах, а затем и в рукопашном бою. Выкрутив ей руку и лишив возможности сопротивляться, он говорит ей, что её рука теперь принадлежит ему.
В ходе бесконечной муштры и тренировок Беатрикс улучшает свой уровень владения боевыми искусствами, но тут начинается новый уровень обучения — учитель заставляет её заниматься тамэсивари (разбивать голыми руками деревянные доски, причём делать это с небольшого расстояния). Беатрикс настолько проникается тамэсивари, что ей даже во сне снится, что она пробивает доски руками. Её руки болят настолько сильно, что она почти не может держать палочки для еды, но учитель не разрешает ей есть руками и вынуждает снова и снова пытаться брать рис палочками.
Находясь в могиле, где её заживо похоронил Бадд, Беатрикс освобождается от пут, используя не найденную Баддом опасную бритву, а затем вспоминает своё обучение у Пэй Мэя (в том числе обучение тамэсивари), пробивает голыми руками крышку гроба и выбирается из могилы. Оказавшись на поверхности и немного приведя себя в порядок, Беатрикс направляется обратно к трейлеру Бадда, чтобы завершить начатое.

### Глава 9. Элли и Я
Действие происходит в настоящее время, после событий главы «Заброшенная могила Полы Шульц».
Элли едет к Бадду на машине, везя с собой красный чемодан. В том же направлении пешком идёт безоружная Беатрикс. Поскольку последняя идёт через горы напрямую, обе женщины прибывают на место почти одновременно — когда Бадд встречает Элли, Беатрикс наблюдает за ними, стоя на холме в нескольких сотнях метров от них.
Войдя в трейлер, Элли передаёт Бадду чемодан, но тот не спешит открывать его, а берётся делать коктейль для себя и для гостьи. Элли берёт в руки меч Хаттори Ханзо и любуется им. Угощая Элли, Бадд заводит философский разговор и спрашивает её, какое чувство гложет её теперь, когда Беатрикс мертва. Элли отвечает, что испытывает и облегчение и сожаление, но больше сожаление. Бадд открывает чемодан, набитый деньгами, и начинает выкладывать их на стол. Внезапно из чемодана выскакивает чёрная мамба — змея, в честь которой когда-то получила своё кодовое имя Беатрикс, и два раза кусает Бадда в голову. В агонии Бадд переворачивает чемодан, разбрасывая деньги, и в полубессознательном состоянии падает на пол. Элли «знакомит» Бадда и змею, представляя их друг другу, затем достаёт блокнот и читает Бадду то, что она, по её словам, почерпнула в Интернете — информацию о силе и быстроте действия яда чёрной мамбы. Затем она уточняет ответ на его вопрос о чувствах, говоря, что испытывает сожаление, «потому что величайшая из воинов, которых она встречала, пала от руки негодяя, убогой твари, ничтожества, такой подлой скотины, как он (Бадд). Этого она не заслужила».
После того, как Бадд умирает, Элли собирает разбросанные деньги обратно в чемодан, затем звонит Биллу, сообщая, что Беатрикс убила Бадда, а она убила Беатрикс, и вместе с чемоданом и мечом спешит покинуть трейлер. Как только она открывает дверь, её атакует Беатрикс. Обе они вваливаются в трейлер, где начинается схватка врукопашную. В ходе драки Элли много раз пытается вытащить из ножен меч и пустить его в ход, но Беатрикс не даёт ей этого сделать. В ходе схватки женщины ломают внутренние перегородки трейлера и оказываются в санузле, где Беатрикс окунает Элли головой в унитаз, пытаясь утопить, но ей это не удаётся. Затем, воспользовавшись небольшой передышкой, Элли всё-таки обнажает меч; одновременно с этим Беатрикс попадается на глаза другой меч, принадлежавший Бадду (очевидно, что он его не закладывал), и она выхватывает его из ножен. С мечом в руках Беатрикс спрашивает у Элли, за что Пэй Мэй лишил её глаза; та отвечает, что назвала его старым вонючим козлом, а также сообщает, что спустя некоторое время она отравила его рыбой. В ходе непродолжительной схватки на мечах Беатрикс, улучив момент, лишает соперницу второго глаза и, забрав свой меч, уходит. Ослеплённая, беснующаяся и кричащая от боли и злости Элли остаётся в разгромленном трейлере, и её дальнейшая судьба неизвестна.

### Глава последняя. Лицом к лицу
Действие происходит в настоящее время, после событий всех остальных глав.
Беатрикс едет в Эль-Пасо к Эстебану Вихайо. Тот добровольно рассказывает, где Билл, мотивируя это тем, что тот и сам бы этого хотел, «иначе как бы вы смогли ещё встретиться?».
Приехав на виллу, Беатрикс обнаруживает, что её дочь вовсе не погибла — на протяжении 4 лет её воспитывал Билл. Девочка Биби уже к своим годам получила представление о том, что такое насилие и смерть, на примере убитой ею же рыбке и просмотренных боевиков, преимущественно японских. Отец нисколько не стесняясь рассказывает Биби, что он сотворил с её мамой 4,5 года назад. 
Беатрикс укладывает дочь спать и спускается к Биллу для выяснения отношений. Внезапно Билл выстреливает в неё дротиком с сывороткой правды, после чего Беатрикс подробно рассказывает о том, как она узнала, что беременна, и почему при этом решила покончить с жизнью наёмного убийцы.
Находясь на задании, убить Лизу Вонг, Беатрикс в гостинице узнаëт, что беременна. Киддо засекают люди Вонг и направляют к ней убийцу Карен Ким. Она настигает Беатрикс и нападает на неё в номере. Обе женщины держат друг друга на мушке. Понимая, что шансов в схватке ни у кого не будет, Беатрикс умоляет Карен уйти и сохранить жизнь, мотивируя беременностью и обещая, что не тронет Лизу Вонг. Карен убеждается в правоте соперницы, изучив тест о беременности, и покидает номер, попутно поздравив Киддо. С этого момента Беатрикс решает изменить свою жизнь ради ребëнка, поскольку не хотела, чтобы он рос в атмосфере преступного мира. 
Выслушав этот рассказ, уже Билл объясняет причину своего поступка. После исчезновения Беатрикс он думал, что она погибла от руки Лизы Вонг, и даже оплакивал её. Но когда Билл узнал, что она не только жива, но и выходит замуж, это страшно оскорбило его чувства. Свой акт насилия в Эль-Пасо с участием "смертоносных гадюк" он характеризует как "реакцию" на предательство, которая свойственна такому хладнокровному убийце, как Билл. 
Выяснение отношений переходит в короткую потасовку, в ходе которой Беатрикс наносит Биллу "пятипалый удар". Выясняется, что она - единственная ученица, которую Пэй Мэй научил этому приëму. Билл спрашивает, почему же она об этом ему не сказала, на что Беатрикс со смехом отвечает, что она, наверное, плохой человек. Билл говорит, что она наоборот очень хороший человек, но иногда бывает "порядочной стервой". Становится понятно, что Беатрикс, как и прежде, любит Билла, но она не могла с ним поступить иначе. Поинтересовавшись, как он выглядит, Билл делает пять шагов, падает и умирает. Беатрикс забирает Биби и уезжает. 
Фильм завершает сцена, где Биби вместо взрослых фильмов смотрит детские мультфильмы, а Беатрикс в истерике плачет в ванной и говорит: "спасибо", после чего приходит к дочери. 

## В ролях
| Актёр               | Роль                                               |
| ------------------- | -------------------------------------------------- |
| Ума Турман          | Беатрикс Киддо (Чёрная мамба) главная героиня      |
| Дэвид Кэррадайн     | Билл                                               |
| Майкл Мэдсен        | Бадд                                               |
| Дэрил Ханна         | Элли Драйвер                                       |
| Майкл Паркс         | Эстебан Вихайо                                     |
| Перла Хэйни-Джардин | Би-Би дочь Беатрикс и Билла                        |
| Ларри Бишоп         | Ларри Гомез владелец бара, в котором работает Бадд |
| Кларк Миддлтон      | Эрни                                               |
| Клер Смитес         | Кларита                                            |
| Лаура Каюетт        | Роккет                                             |
| Сид Хейг            | Джей                                               |
| Реда Биби           | Лакки                                              |
| Стево Полии         | Тим                                                |

| Актёр                   | Роль                                     |
| ----------------------- | ---------------------------------------- |
| Люси Лью                | О-Рен Ишии                               |
| Вивика А. Фокс          | Вернита Грин                             |
| Гордон Лью              | Пэй Мэй                                  |
| Кристофер Аллен Нельсон | Томми Плимптон                           |
| Сэмюэл Л. Джексон       | органист в церкви Руфус                  |
| Бо Свенсон              | священник на свадьбе Преподобный Хармони |
| Дженни Эппер            | Миссис Хармони мать священника           |
| Кэйтлин Китс            | Джанин                                   |
| Жанна Стэйн             | Эрика                                    |
| Стефани Л. Мур          | Джолин                                   |
| Хелен Ким               | Карен                                    |
| Веленсия Валентино      | учительница Беатрикс                     |

## Награды и номинации
- 2005 — 2 номинации на премию «Золотой глобус»: лучшая женская роль — драма (Ума Турман), лучшая мужская роль второго плана (Дэвид Кэррадайн)
- 2005 — номинация на премию «Выбор критиков» за лучшую женскую роль (Ума Турман)
- 2005 — 3 премии «Сатурн»: лучший приключенческий фильм, боевик или триллер, лучшая мужская роль второго плана (Дэвид Кэррадайн), лучшая женская роль второго плана (Дэрил Ханна), а также 4 номинации: лучший режиссёр (Квентин Тарантино), лучшая женская роль (Ума Турман), лучший молодой актёр или актриса (Перла Хэйни-Джардин), лучший сценарий (Квентин Тарантино)
- 2005 — 4 номинации на премию «Спутник»: лучший фильм — драма, лучшая женская роль — драма (Ума Турман), лучшая мужская роль второго плана — драма (Дэвид Кэррадайн), лучшая женская роль второго плана — драма (Дэрил Ханна)
- 2005 — 2 премии канала «MTV»: лучшая драка (Дэрил Ханна, Ума Турман), лучший герой (Ума Турман), а также 2 номинации: лучший фильм, лучшая женская роль (Ума Турман)

## Нереализованные приквелы и сиквелы
На международном ежегодном съезде фанатов кино, телевидения и комиксов «Comic Con» в Сан-Диего в 2006 году Тарантино рассказал, что хочет снять приквел к «Убить Билла». Так как оригинал вышел в «двух томах», приквелов тоже было запланировано два. Первая часть должна была рассказывать о прошлой жизни Билла и его отношениях с меченосцем Хаттори Ханзо. Вторая часть должна была осветить деятельность Невесты на посту наёмного убийцы в бытность её в «змеиной» команде. Тарантино также намекнул, что оба приквела представляли бы собой аниме — наподобие эпизода с О-Рен Ишии. Однако ни сроков, ни продюсеров не было указано.
Кроме приквела, Тарантино собирался снять сиквел — «Убить Билла 3» через 10-15 лет. Невеста не должна была быть главной героиней третьей части. Сюжет продолжения должен был разворачиваться вокруг Никки — дочери Верниты Грин. Невеста в первой части фильма на глазах у Никки убивает её мать и говорит девочке, что когда та вырастет, то сможет ей отомстить. Все деньги Билла, по словам Тарантино, достанутся Софи Фаталь (Жюли Дрейфус). Она вырастит Никки, и девушка начнёт мстить Невесте за убитую мать.
В июне 2007 года исполнительный продюсер первых двух картин Беннет Уолш рассказал, что первый вариант сценариев «Убить Билла 3» и «Убить Билла 4» уже написан, и при первой возможности Тарантино отправится в Китай, чтобы начать съёмки. Уолш заявил, что в третьей части Невесте будут мстить двое из «88 бешеных», которые в первой части по её вине лишились глаз и рук. В четвёртой части в схватку друг с другом вступят дочери самой Беатрикс Киддо и убитой ею Верниты Грин.
Проект «Убить Билла 3» был объявлен в октябре 2009 года после выхода фильма «Бесславные ублюдки», премьера была назначена на 2014 год. Режиссёр такой долгий срок объяснял так: «Во-первых, нам с Умой нужно отдохнуть, потому что „Убить Билла“ было очень тяжело снимать. А во-вторых, я обожаю Беатрикс Киддо! Мне кажется, она заслуживает того, чтобы провести 10 лет со своей дочерью!». В декабре 2012 года, на пресс-конференции по поводу фильма «Джанго освобождённый», Тарантино заявил, что утратил интерес к продолжению: «Я не знаю, будет ли у фильма третья часть. Посмотрим. Но, скорее всего, нет». В июле 2023 года Тарантино опроверг планы по созданию «Убить Билла 3» и подтвердил, что намерен снять только десять полнометражных фильмов и после чего закончить карьеру в большом кино. Съёмки десятого фильма начнутся осенью 2023 года.